# The Fragile
The Fragile (auch bekannt als Halo 14) ist ein 1999 veröffentlichtes Doppelalbum von Nine Inch Nails. Es ist die 14. offizielle Veröffentlichung der Band und die 3. Veröffentlichung eines Albums mit komplett neuen Tracks. Zuvor kam 1994 The Downward Spiral heraus.

## Entstehungsgeschichte
Das Album brauchte sehr lange bis zur Fertigstellung. In Interviews sagte Trent Reznor, er wolle die Musik auf diesem Album „gebrochen“ klingen lassen und einen Zustand darstellen, in dem bestehende „Systeme versagen und auseinanderfallen“. Vor der Veröffentlichung äußerte er sein Interesse für Intelligent Dance Music und dass das neue Album durch dieses Genre beeinflusst werden könne.
Wie auch beim Vorgänger handelt es sich um ein Konzeptalbum, laut Reznors Aussagen setzt es die Geschichte von The Downward Spiral fort, was darauf hindeutet, dass er den Suizidversuch in The Downward Spiral überlebt hat und jetzt versucht, wieder alles besser zu machen, allerdings nur teilweise mit dem gewünschten Erfolg.

## Singles
Die erste Single von The Fragile war das Lied The Day the World Went Away, das mehrere Monate vor dem Album erschien. Ursprünglich wurde auch ein Video gedreht, das jedoch niemals ganz veröffentlicht wurde. Teile davon finden sich auf der Live-DVD And All That Could Have Been als Easter Egg. Auf der B-Seite der Single findet sich das Lied Starfuckers, Inc., das ebenfalls auf The Fragile und wenig später auch als Single veröffentlicht wurde. Im Video zu Starfuckers, Inc. ist Marilyn Manson als Hauptperson neben Trent Reznor zu sehen. Es existiert eine Radioversion unter dem unverfänglicheren Titel Starsuckers, Inc. mit leicht abgeändertem Text. We’re In This Together und Into the Void wurden ebenfalls als Singles veröffentlicht.
Mit Things Falling Apart erschien 2000, analog zu den Vorgängeralben Broken und The Downward Spiral, ein Remixalbum.

## Titelliste

### CD-Version
CD 1, Left:
1. Somewhat Damaged – 4:31
2. The Day the World Went Away – 4:33
3. The Frail – 1:54
4. The Wretched – 5:25
5. We’re in This Together – 7:16
6. The Fragile – 4:35
7. Just Like You Imagined – 3:49
8. Even Deeper – 5:47
9. Pilgrimage – 3:31
10. No, You Don’t – 3:35
11. La Mer – 4:37
12. The Great Below – 5:17

CD 2, Right:
1. The Way Out Is Through – 4:17
2. Into the Void – 4:49
3. Where Is Everybody? – 5:40
4. The Mark Has Been Made – 5:15
5. Please – 3:30
6. Starfuckers, Inc. – 5:00
7. Complication – 2:30
8. I’m Looking Forward to Joining You, Finally – 4:13
9. The Big Come Down – 4:12
10. Underneath It All – 2:46
11. Ripe (With Decay) – 6:34

### Weitere Versionen
Die Vinyl-Version erschien auf drei LPs und hatte im Vergleich zur CD-Version zwei Bonustracks: 10 Miles High (5:13) als erster Track der dritten Platte (vor Please) und The New Flesh (3:40) (zwischen Complication und I’m Looking Forward to Joining You, Finally).

## Mitwirkende
The Fragile wurde geschrieben und eingespielt von Trent Reznor mit folgenden Beiträgen anderer Personen:

### Musik
- Somewhat Damaged: geschrieben von Trent Reznor und Danny Lohner; zusätzliche Gitarren: Danny Lohner
- The Day the World Went Away: Hintergrund-Chor: The Buddha Debutante Choir
- We’re in This Together: Schlagzeug Chorus: Jerome Dillon
- Just Like You Imagined: Klavier: Mike Garson; zusätzliche Gitarren: Danny Lohner und Adrian Belew
- Even Deeper: geschrieben von Trent Reznor und Danny Lohner; Assistenz beim Mix: Dr. Dre; Drum programming und zusätzliche Synthesizer: Danny Lohner
- Pilgrimage: Percussion: Steven Duda; Chor: The Buddha Boys Choir; Trompete: Cherry Holly
- No, You Don't: Gitarre: Page Hamilton
- La Mer: Gesang: Denise Milfort; Schlagzeug: Bill Rieflin; Cello: Willie
- The Great Below: Gitarre: Adrian Belew; Guitar Ambiences: Danny Lohner; Atmosphäre: Charlie Clouser
- The Way Out Is Through: geschrieben von Trent Reznor, Keith Hillebrandt und Charlie Clouser; Klavier: Mike Garson
- Into the Void: Hintergrund-Gesang: Kim Prevost; Drum programming: Charlie Clouser
- Where Is Everybody?: Gitarre: Adrian Belew
- Starfuckers, Inc.: geschrieben von Trent Reznor und Charlie Clouser; Chor: The Buddha Boys Choir
- Complication: zusätzliche Gitarren: Danny Lohner
- Ripe (With Decay): Geige: Steven Duda; Klavier: Mike Garson

### Technik
- Programmiert von Keith Hillebrandt, Charlie Clouser und Trent Reznor mit Paul Decarli, Steve Duda und Clinton Bradley
- Second engineering: Brian Pollack
- Additional engineering: Leo Herrera, Dave „Rave“ Ogilvie
- Zusätzliche Schlagzeug-Aufnahmen: Steve Albini bei Electrical Audio
- Zusätzliches Sound Design: Keith Hillebrandt, Charlie Clouser und Steve Duda

## Chartpositionen

### Album
- 1999 The Fragile – The Billboard 200 Platz 1
- 1999 The Fragile – Top Canadian Albums Platz 2
- 1999 The Fragile – Top Internet Albums Platz 1
- 1999 The Fragile – Deutsche Album-Charts Platz 17
- 2000 The Fragile – The Billboard 200 Platz 1

### Singles
- 1999 The Day the World Went Away – The Billboard Hot 100 Platz 17
- 1999 We’re in This Together – Mainstream Rock Tracks Platz 21
- 1999 Starfuckers, Inc. – Modern Rock Tracks Platz 39
- 1999 We’re in This Together – Modern Rock Tracks Platz 11
- 1999 We’re in This Together – UK Single-Charts Platz 39
- 1999 The Day the World Went Away – Canadian Singles Chart Platz 1
- 2000 Into the Void – Mainstream Rock Tracks Platz 27